# Lili Rademakers
Alma Angenita Elizabeth Veenman, dite Lili Rademakers, née  à Utrecht le 8 février 1930 et morte à Rome le 24 mai 2025, est une réalisatrice néerlandaise.

## Carrière
Lili Veenman suit dans les années 1950 des cours de réalisation à Rome où elle rencontre le réalisateur Fons Rademakers, qu'elle épousera en 1955 et avec qui elle a eu deux fils. En 1959, elle est l'assistante réalisatrice de Federico Fellini pour le tournage du film La dolce vita.
Elle sera ensuite principalement active en tant qu'assistante de son mari. Elle a également participé à des films comme Mira en 1971 et Max Havelaar en 1976. Elle a également secondé Frans Weisz pour The Gangster Girl en 1966 et Hugo Claus pour son film Vendredi en 1981.
En 1987, elle a été filmée par Gérard Courant pour son anthologie Cinématon. Elle est le numéro 873 de la collection.

## Filmographie partielle
- 1981 : Menuet, d'après une œuvre de Louis Paul Boon
- 1986 : Le Journal d'un vieux fou (en)